# Pedro C. Colorado 3.ª Sección
Pedro C. Colorado 3.ª Sección es una localidad del municipio de Huimanguillo ubicado en la subregión de la Chontalpa del estado mexicano de Tabasco.

## Geografía
La localidad de Pedro C. Colorado 3.ª Sección se sitúa en las coordenadas geográficas 17°48′51″N 93°21′48″O / 17.814167, -93.363333, a una elevación de 22 metros sobre el nivel del mar.

## Demografía
Según el Conteo de Población y Vivienda 2020, efectuado por el Instituto Nacional de Estadística y Geografía, la localidad de Pedro C. Colorado 3.ª Sección tiene 136 habitantes, de los cuales 68 son del sexo masculino y 68 del sexo femenino. Su tasa de fecundidad es de 2.39 hijos por mujer y tiene 34 viviendas particulares habitadas.
| Gráfica de evolución demográfica de Pedro C. Colorado 3.ª Sección entre 1990 y 2020 |
|                                                                                     |
| INEGI.                                                                              |